# Olha Teslenko
Olha Teslenko (née le 23 mai 1981 à Kirovohrad) est une gymnaste ukrainienne.